# 카푸치노 (라디오 프로그램)
카푸치노는 MY MBC DMB 라디오에서 진행되는 라디오 프로그램이다. 진행자는 아나운서 최대현이다. 오후 8시에서 오후 10시 사이에 방송되었다. 현재 종영되었다.

## 같이 보기
- 전주현의 팝콘